# Ena Shibahara
Ena Shibahara (japonês: 柴原 瑛菜, Hepburn: Shibahara Ena, Mountain View, 12 de fevereiro de 1998) é uma jogadora japonesa de tênis.
Em 2 de novembro de 2015 alcançou seu melhor ranking mundial de simples da WTA ao ocupar o número 904 e alcançou a 742.ª posição no ranking mundial de duplas, também da WTA, em 26 de outubro de 2015.
Fez sua estreia na chave principal de duplas femininas, ao lado de Jada Hart, no Aberto dos Estados Unidos de 2016.